# Америчка филмска асоцијација
Америчка филмска асоцијација (MPA) је америчка трговачка асоцијација које представља пет највећих филмских студија у Сједињеним Државама, као и видео стриминг услугу Netflix. Основана 1922. као Филмски продуценти и дистрибутери Америке (MPPDA) и познато као Филмска асоцијација Америке (MPAA) од 1945 до 2019, њен првобитни циљ је био да обезбеди одрживост америчке филмске индустрије. Поред тога, MPA је утврдио смернице за филмски садржај што је резултирало стварањем Продукцијског кода 1930. Овај кодекс, познат и као Хајсов код, замењен је добровољним системом оцењивања филмова 1968. године, којим управља Класификација и Управа за рејтинг (CARA).